# جابر بن خالد
جابر بن خالد بن مسعود بن عبد الأشهل الخزرجي الأنصاري صحابي جليل من قبيلة الخزرج من الأنصار شهد مع النبي محمد ﷺ غزوة بدر وغزوة أحد.